# アントニオ・ウエノ
ヨシオ・アントニオ・ウエノ（Iosio Antônio Ueno、上野アントニオ義雄、1923年8月3日 - 2011年9月30日）は、ブラジルの政治家、実業家、日系ブラジル人（二世）。

## 略歴
1923年に上野ヨネゾウとキクエを父母として、パラナ州カンバラ市に生まれる。リベイロン・プレット総合大学経済学部を卒業した。アサイ綿花株式会社を設立し社長に就任した。

## 政治家として
アサイ市議会議員（2期、1955年 - 1963年）を振り出しに、日系人初のパラナ州議会議員（1963年 - 1966年）を経て、1967年から1998年まで8期連続当選して32年間にわたってパラナ州選出のブラジル連邦議会下院議員を務めた。これはブラジル憲政史上、最長記録であった。
この間長く連邦議員として、ブラジル日本議員連盟会長を務めた。
30年以上に及ぶ連邦下院議員としての貢献を表彰して、立法功労勲章（Medalha do Merito Legislativo）が連邦議会下院から授与された。また、ブラジル国家への貢献により、リオ・ブランコ勲章（グラン・オフィシアル位）が授与された。
社会民主党 (PSD)、キリスト教民主党 (PDC)、国家革新同盟 (ARENA)、民主社会党 (PDS)、自由戦線党 (PFL) の政党に所属した。

## 日本・ブラジル友好事業、日系社会における活動
第2次世界大戦後、ブラジル各地の日系人社会において、いわゆる勝ち組と負け組の抗争が悪化する中、1947年に北パラナ運動連盟（2009年にパラナ日伯文化連合会と合流）の創設に尽力し、文化・スポーツ活動を通して、パラナ州の日系社会の団結の維持に努めた。
1958年の日本移民50周年記念事業では、皇族による初のブラジル訪問となった三笠宮・同妃夫妻のパラナ州歓迎委員長を務めた。
1989年の昭和天皇大喪の礼に、ジョゼ・サルネイ大統領、セイゴ・ツヅキ保健大臣らと共に訪日し参列した。
2008年の日本移民100周年では、パラナ州祭典委員長を務めて、皇太子を迎えた。この間長く連邦議員として、ブラジル日本議員連盟会長を務めた。
1979年にパラナ日伯商工会議所を創立して会頭・名誉会頭を務め、通算36回に及ぶ友好経済使節団を引率して訪日し交流事業を実現し、天皇、皇太子に度々謁見した。
また、パラナ州と兵庫県の友好関係の緊密化のために、ロンドリーナ市と西宮市、マリンガ市と加古川市、クリチバ市と姫路市、パラナグア市と津名町（現淡路市）の姉妹都市協定の締結に尽力した。
これらの功績が認められ、1978年に勲二等瑞宝章（現在の瑞宝重光章）、1988年に勲二等旭日重光章（現在の旭日重光章）を各々受章した。
実業家としては、サンパウロ市リベルダーデ区（日本人街）ガルボンブエノ通りにブラジルの日系人や日本人在住者、出張者、旅行者のために、ニッケイ・パレス・ホテルを開業し、オーナー経営者としても知られた。
2011年9月30日、前立腺癌によりサンパウロ市で死去した。88歳没。